# 河合徳三郎
河合 徳三郎（かわい とくさぶろう）
- 初代：（1870年6月13日（明治3年5月15日）[1] - 1937年12月3日）日本の実業家、映画プロデューサー、政治家。土木請負業で財をなした後、河合映画製作社社長、大都映画社長として多くの映画制作に関わった。また、民権新聞社社長、東京府会議員、東京府参事会員、大和民労会会長なども務め、「天下の河合」と呼ばれた。女優の琴路美津子、三城輝子、大河百々代は娘、河合亞美は曾孫。俳優のハヤフサヒデトは義理の息子。本項で解説。
- 2代：初代の長男。生誕時の名は篤文、後に覚太郎。初代の死去後、徳三郎の名を継いで大都映画の経営にあたった。

## 来歴
1870年（明治3年）、かつて徳川義宜の家臣であった河合吉次の五男として生まれる。生誕時の名前は角太郎であったが、兄（四男）の徳三郎が死去してからは名が徳三郎となった。1885年（明治18年）ごろ、それまで暮らしていた岐阜県を発って東京に向かい、土木工事の現場で働くようになる。その後、鈴木由三郎の鈴木組で頭角を現し、1900年（明治33年）ごろには、東京市に土木建築請負業「河合組」を登録している。菅原通済の『通済一代』によると河合の三羽烏と呼ばれたのは、貫禄の大きいのが中山忠治(護皇会)、次に馬場徳助、関根賢（後の関根組組長）の順であった。下町にあった馬場の地盤は関根に引き継がれた。菊池倶也の『建設業を興した人びと』によると大日本土木組合において元老である秋田の栗原源蔵とともに談合を取り仕切ったとされる。菅原通済によると危ない橋を渡るため、逃げる時間稼ぎのため懐に目潰しの投擲武器を忍ばせていたとされる。
1919年（大正8年）11月、梅津勘兵衛、倉持直吉、青山広吉、篠信太郎、西村伊三郎、中安信三郎らと共に、床次竹二郎（当時内務大臣）を世話役に、頭山満を顧問に迎えて、大日本国粋会を結成する。
1921年（大正10年）1月、立憲政友会の介入に反発して大日本国粋会を脱会し、立憲民政党の後ろ盾のもと後藤新平を顧問に、関根賢、高橋金次郎、城迫正一（後の小千鳥組組長）らと大和民労会を結成。
その後、1922年（大正11年）の鼈甲屋事件や、大和民労会と大日本国粋会の抗争事件など、多くの抗争事件に関わった他、鶴見騒擾事件の調停にも一役買ったとされる。
1923年（大正12年）には関東大震災で打撃を受けるが、復興時の建築ブームに乗って再起。
1927年（昭和2年）4月、映画配給会社「河合商会」を設立。同年12月には「河合プロダクション」（後に「河合映画製作社」に改名）を設立し、映画制作に乗り出す。翌1928年（昭和2年）3月からは、河合本人もプロデューサーとして映画制作に着手するようになった。河合映画製作の映画のうち、半分ほどは河合が原案としてクレジットされている。
1928年（昭和3年）、東京府会議員に立候補して当選。1932年（昭和7年）には再選され、1936年（昭和11年）6月まで2期8年間議員を務めた。
1933年（昭和8年）、河合映画製作社は東亜キネマを吸収合併し、「大都映画」となった。河合は引き続いて社長を務める。
1937年（昭和12年）12月3日、死去。墓は墨田区の常泉寺にある。